# Kađenica

La Cueva humeante o Kađenica es una Iglesia cueva localizada en el pueblo de Dljina cerca de Čačak en el lado derecho de Zapadna Morava, un kilómetro aguas arriba de Ovčar Banja, Serbia.
Durante la Revuelta de Hadži Prodan en 1814, la población se refugió en una cueva. Los turcos descubrieron su escondite y utilizaron paja y madera para prender fuego, logrando asfixiar a todos los que lo ocupaban. Este hecho dio nombre a la cueva. En 1936 los restos fueron recuperados, todos estaban incinerados y enterrados en dos sarcofagos de piedra. Se encontraban en la cueva de la iglesia en el ábside del altar, bajo la reprentación de la Crucifixión de Jesucristo.